# 비디오 게임의 디지털 배급
비디오 게임 산업에서 디지털 배급(digital distribution)은 비디오 게임 콘텐츠를 디지털 정보로서 배급하는 프로세스를 말하며 새로운 물리적 매체의 구매나 교환이 수반되지 않는다. 이 프로세스는 1980년대 초부터 존재해왔지만 2000년대 초에 네트워크 대역폭이 증대되면서 게임 판매 방식으로서의 디지털 배급이 더 활성화되었다. 현재 이 프로세스는 대부분 초고속 인터넷을 경유하는 온라인 배급을 통해 이루어진다.
게임 판매를 용이하게 하기 위해 다양한 게임 회사들이 디지털 배급을 위해 자신들만의 플랫폼을 만들었다. 스팀, 오리진, 엑스박스 라이브 마켓플레이스와 같은 플랫폼들은 특정한 비디오 게임 콘솔이나 PC를 대상으로 디지털 콘텐츠의 구매와 다운로드에 초점을 둔 서비스를 제공한다. 일부 플랫폼들은 디지털 권리 관리 시스템의 역할도 할 수 있는데, 이는 한 계정에 구매한 게임들에 한정적으로 사용되게 하는 방식이다.
비디오 게임의 디지털 배급은 점진적으로 일반화되고 있으며, 스팀, 플레이스테이션 스토어, 아마존닷컴, GAME, 게임스톱 등을 포함한 주요 배급사들과 소매업체들은 디지털 판매에 더 많은 관심을 집중하고 있다. 슈퍼데이터 리서치(SuperData Research)가 수행한 연구에 따르면 전 세계 비디오 게임의 디지털 배급의 양은 2016년 2월 기준으로 한 달에 6,200,000,000 달러이며, 2017년 4월에는 한 달에 7,700,000,000 달러에 다다랐다.

## 비디오 게임 디지털 배급 시스템의 예

### 현재
- 콘솔
  - DSi 숍
  - 닌텐도 e숍
  - 플레이스테이션 스토어
  - 위 숍 채널
  - 엑스박스 라이브 마켓플레이스
- PC
  - Awomo[3]
  - 배틀
  - 빔독(Beamdog)[3]
  - Indie City[3]
  - Itch[3]
  - Desura[3]
  - DotEmu
  - GameHouse[3]
  - Game Jolt
  - 게이머즈게이트[3]
  - GOG[3]
  - 그린 맨 게이밍(Green Man Gaming)[3]
  - Nuuvem
  - 오리진
  - 플레이필드(Playfield)
  - Playism[3]
  - Risenz
  - 스팀[3]
  - 유플레이
  - 엑스박스 라이브 마켓플레이스
  - 메타볼리(Metaboli)
  - 패치 킷(Patch Kit)
- 아케이드
  - ALL.Net
  - NESiCAxLive

### 과거
- 게임라인 (GameLine, 1980년대 초)
- 패미컴 모뎀 (Famicom Modem, 1988년)
- IndieVania[3]
- LittleIndie[3]
- 닌텐도 파워 (19??)
- 세가 채널 (1994)
- 사테라뷰 (1995)
- 닌텐도 64DD 랜드넷 (1999년 12월)
- 아이큐 디팟 (iQue Depot, 2003년)

## 같이 보기
- 클라우드 게임
- 다운로드 가능 콘텐츠